# Denis Ducarme
Denis Ducarme (Watermael-Boitsfort, 23 ottobre 1973) è un politico belga.
È membro del Movimento Riformatore e attualmente Ministro federale per le classi medie, indipendenti, e le pubbliche e medie imprese, l'agricoltura e l'integrazione sociale nel governo Michel.

## Biografia

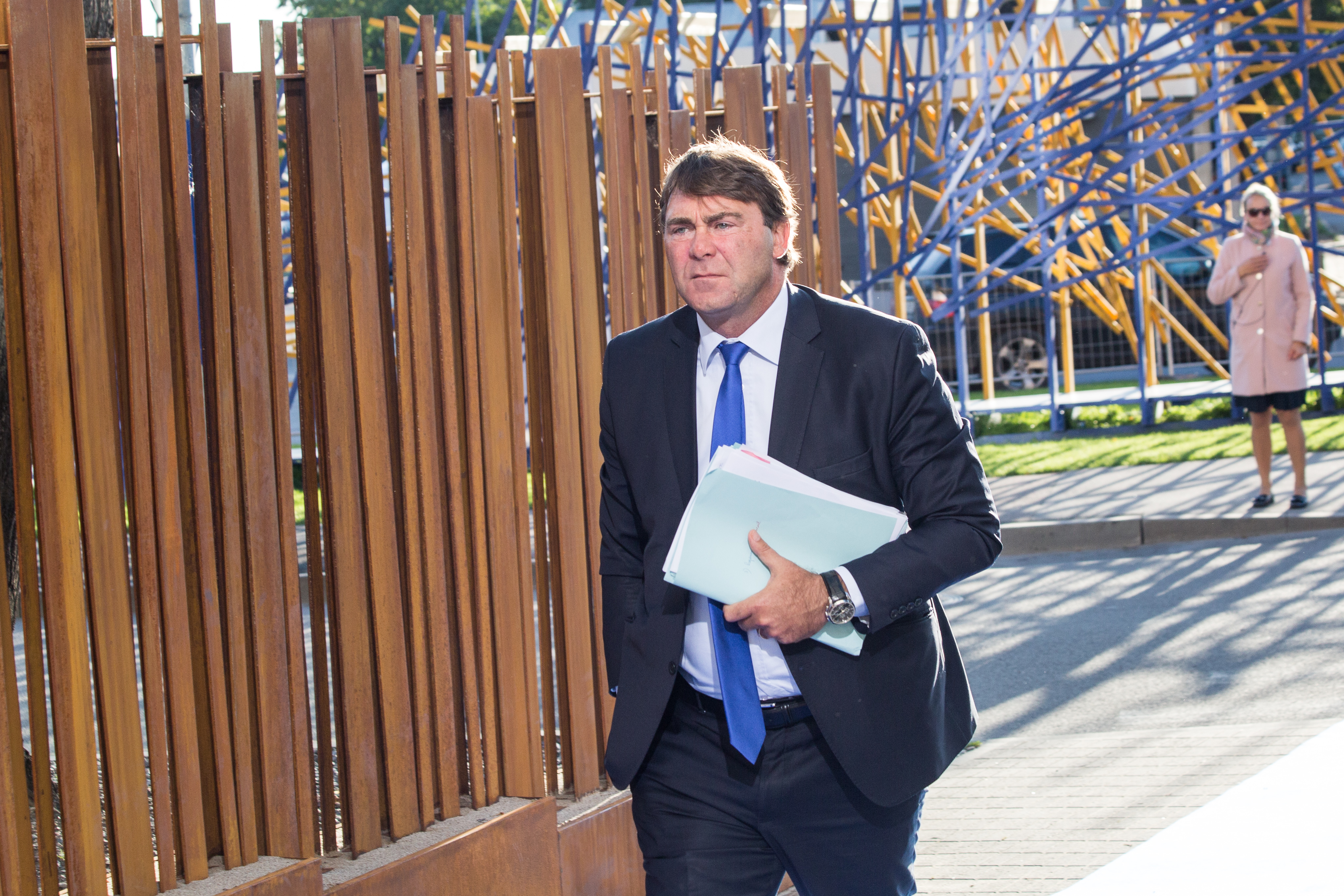
Daniel Ducarme alla riunione informale dei ministri per l'agricoltura e la pesca nel 2017

Denis Ducarme è il figlio maggiore dell'ex Ministro presidente della Regione di Bruxelles-Capitale, Daniel Ducarme (MR). Ha studiato Scienze Politiche, Relazioni Internazionali e Relazioni Europee all'Université Libre de Bruxelles (ULB).
Ducarme ha fatto il suo ingresso in politica nel 2000, quando è stato eletto sia dal Consiglio provinciale dell'Hainaut che dal Consiglio comunale di Thuin. A Thuin è diventato assessore nello stesso anno per lavori pubblici, l'economia, il lavoro e lo sport. Nel dicembre 2003, tuttavia, ha presentato come causa della maggior parte di disaccordi le sue dimissioni da questo ufficio.
Nel 2003, Denis Ducarme è stato eletto alla Camera dei rappresentanti, dove si è occupato in particolare delle politiche di difesa, sicurezza e immigrazione del Belgio. In particolare, ha condotto una campagna per la lotta contro l'islamismo ed è stato uno degli autori della legge che introduce il divieto di indossare abiti che nascondono completamente o in gran parte il volto (ostruzione). A partire dal 2014, Ducarme era anche il presidente della frazione del MR nella camera.
Nel mese di giugno 2017, il cdH ha ritirato il livello di confidenza della Regione vallona del provvedimento della coalizione PS CDH e poi ha presentato una mozione di sfiducia per formare un nuovo governo MR CDH ("Blu Arancione") con il MR. Quando Willy Borsus (MR) divenne ministro presidente in questa nuova amministrazione, lasciò a Ducarme l'incarico di ministro nel governo federale.
A livello locale, Ducarme è membro del servizio pubblico sociale di Momignies dal 2006.